# Tunel Morrisa-Thorne’a

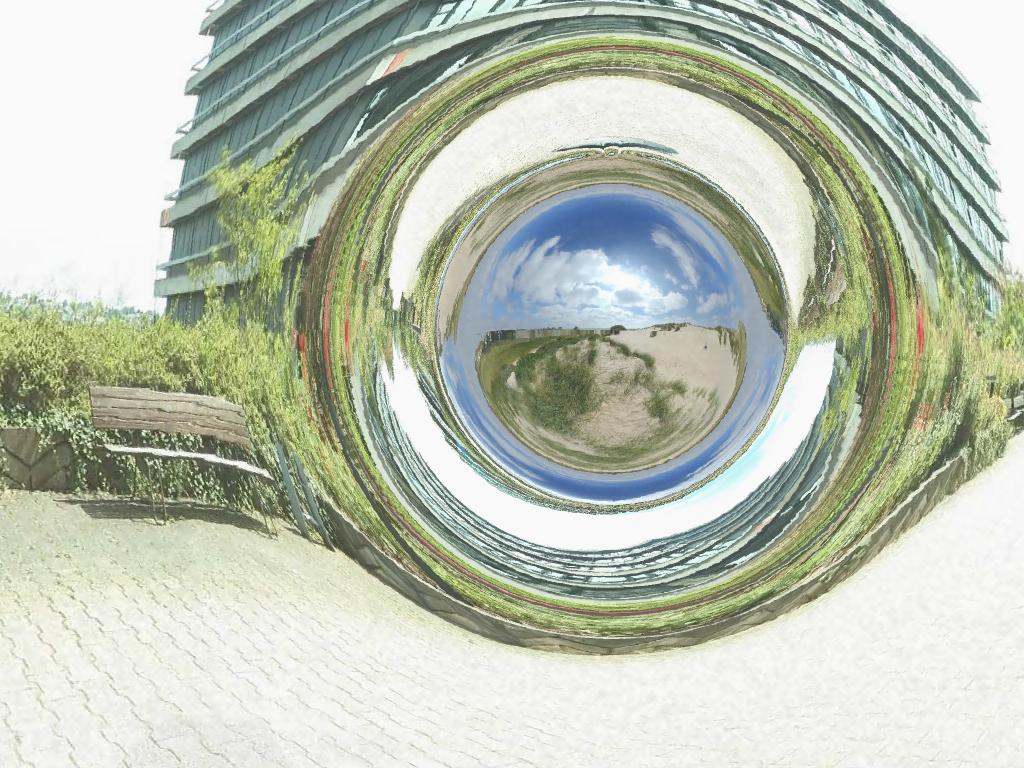
Wizualizacja tunelu czasoprzestrzennego, łączącego instytut fizyki uniwersytetu w Tybindze z wydmami w pobliżu Boulogne-sur-Mer. Obraz uzyskany za pomocą techniki śledzenia promieni 4D w metryce tunelu Morrisa-Thorne’a:

Tunel (czasoprzestrzenny) Morrisa-Thorne’a (ang. Morris-Thorne wormhole) – odmiana tunelu czasoprzestrzennego,  postulowana w 1988 roku  przez Kipa Thorne’a i jego ówczesnego studenta Mike’a Morrisa. Tunel powstał w oparciu o most Einsteina-Rosena zmodyfikowany tak, by można było przesłać przez niego energię i materię. By powstrzymać czasoprzestrzeń tunelu przed zapadnięciem się, Thorne i Morris postanowili ustabilizować ją tzw. egzotyczną materią, posiadającą ujemną energię.